# Aspella
Aspella là một chi ốc biển, là động vật thân mềm chân bụng sống ở biển trong họ Muricidae, họ ốc gai.

## Các loài
Các loài thuộc chi Aspella bao gồm:
- Aspella acuticostata (Turton, 1932)[2]
- Aspella anceps (Lamarck, 1822)[3]
- Aspella castor Radwin & D'Attilio, 1976[4]
- Aspella cryptica Radwin & D'Attilio, 1976[5]
- Aspella hastula (Reeve, 1844)[6]
- Aspella helenae Houart & Tröndlé, 2008[7]
- Aspella hildrunae Houart & Tröndle, 2008[8]
- Aspella lozoueti Houart & Tröndlé, 2008[9]
- Aspella mauritiana Radwin & D'Attilio, 1976[10]
- Aspella media Houart, 1987[11]
- Aspella morchi Radwin & D'Attilio, 1976[12]
- Aspella paupercula (C. B. Adams, 1850)[13]
- Aspella platylaevis Radwin & d'Attilio, 1976[14]
- Aspella pollux Radwin & D'Attilio, 1976[15]
- Aspella ponderi Radwin & D'Attilio, 1976[16]
- Aspella producta (Pease, 1861)[17]
- Aspella pyramidalis (Broderip, 1833)[18]
- Aspella schroederi Houart, 1996[19]
- Aspella senex Dall, 1903[20]
- Aspella strepta Vokes, 1985[21]
- Aspella thomassini Houart, 1985[22]
- Aspella vokesiana Houart, 1983[23]